# Asociația Fotbaliștilor Profesioniști din Malaysia
Asociația Fotbaliștilor Profesioniști din Malaysia (malaieză Persatuan Pemain Bolasepak Profesional Malaysia, abbreviat: PFAM) este o organizație reprezentativă pentru jucătorii profesioniști de fotbal din Malaysia, înființată în 2009. Este afiliată organizației mondiale a fotbalului profesionist, FIFPro, din 22 octombrie 2013. Aceasta a fost înregistrată la Biroul Comisarului pentru Sport din Malaysia la 4 august 2014.
PFAM a fost inactivă timp de câțiva ani până când a fost reactivată în 2013, Hairuddin Omar fiind ales președinte al asociației.
Pentru sesiunea 2019-2021, Safee Sali a condus organizația și a fost asistată de Shahrom Kalam în calitate de vicepreședinte.
PFAM urmărește interesele jucătorilor de fotbal din Malaysia, indiferent dacă sunt încă activi sau retrași. PFAM este, de asemenea, responsabil pentru atribuirea PFAM Player of the Month, acordat celui mai bun jucător de fotbal din Malaysia lunar.